# Víctor Manuel Tinoco Rubí
Víctor Manuel Tinoco Rubí, (1947; Zitácuaro) es un político mexicano, miembro del Partido Revolucionario Institucional. Fue Gobernador de Michoacán de 1996 a 2002.
Víctor Manuel Tinoco Rubí fue elegido Senador por Michoacán para las LV y LVI Legislaturas de 1991 a 1997, pero en 1995 dejó el cargo al ser postulado candidato del PRI a Gobernador de Michoacán. Las Elecciones de ese año fueron sumamente competidas, enfrentándose con los candidatos Cristóbal Arias Solís del PRD y Felipe Calderón Hinojosa del PAN. Michoacán venía de una conflictiva elección en 1992 donde el candidato que oficialmente obtuvo la victoria, Eduardo Villaseñor Peña del PRI, había tenido que renunciar dos semanas después de asumir el cargo ante las protestas de los perredistas que reclamaban la victoria para Cristóbal Arias, finalmente, Tinoco obtuvo un triunfo de aproximadamente cinco puntos porcentuales sobre Arias que, sin embargo, no reconoció nunca su derrota, reclamando nuevamente fraude electoral.